# Мафальда (комикс)

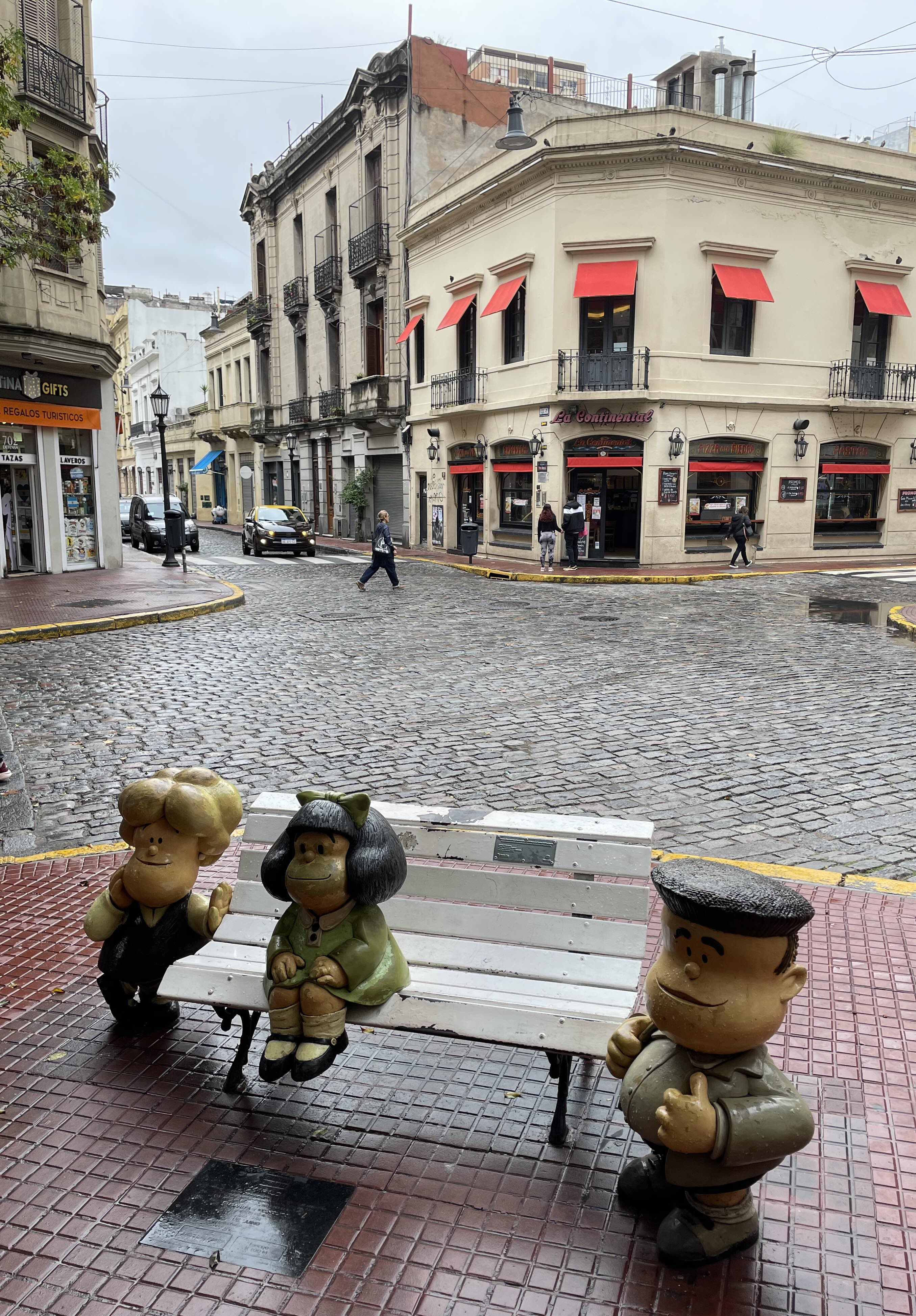
Скамейка с памятником Мафальде и ее друзьям на улице Дефенса в Буэнос-Айресе.

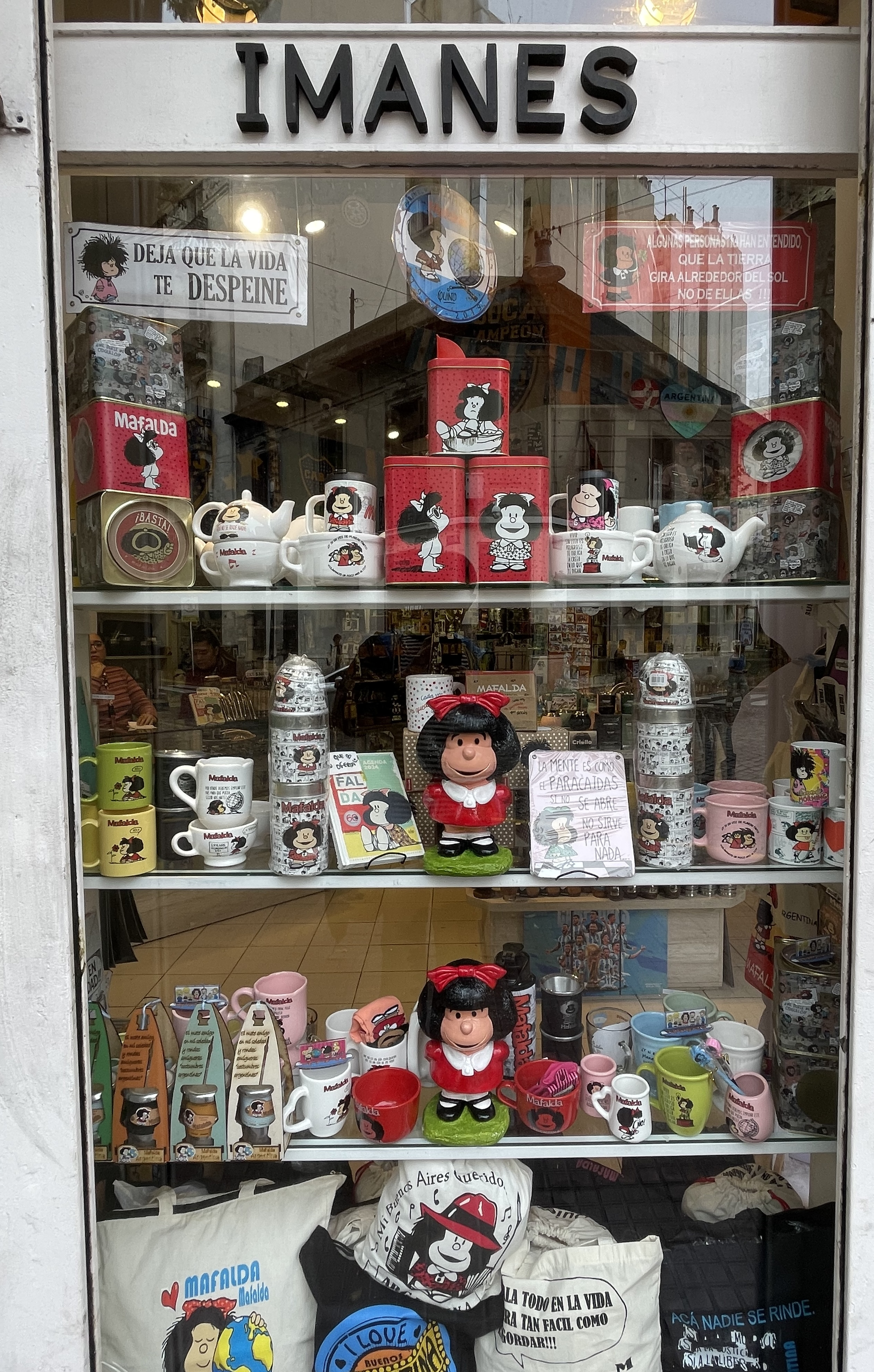
Многочисленные сувениры с изображением Мафальды и ее репликами из комиксов в витрине буэнос-айресского магазина.

Мафальда (исп. Mafalda) — комикс, созданный аргентинским карикатуристом Хоакином Сальвадором Лавадо, более известным под псевдонимом Ки́но (Quino). Комикс повествует о 6-летней девочке по имени Мафальда, которая глубоко обеспокоена проблемами человечества и мира и протестует против нынешнего состояния общества. Комикс выпускался с 1964 по 1973 годы и был очень популярен в Латинской Америке, Европе, Квебеке и в Азии.

## История
Мафальда и несколько других персонажей будущего комикса были созданы Ки́но в 1962 году для рекламных картинок, которые должны были публиковаться в ежедневной газете Clarín. Имя «Мафальда» было вдохновлено романом Дэвида Виньяса Dar la cara. В конечном счёте, однако, Clarín разорвала контракт, вследствие чего рекламная кампания была отменена.
Мафальда стала полноценным рисованным комиксом по совету друга Кино по имени Хулиан Дельгадо, в то время главного редактора еженедельника Primera Plana. Комикс стал печататься в этой газете, начиная с 29 сентября 1964 года. Сначала его персонажами были только Мафальда и её родители. Её друг Фелипе появился в январе 1965 года. В марте 1965 года возник спор о правах, который привёл к концу публикаций «Мафальды» в Primera Plana с 9 марта 1965 года.
Через неделю, 15 марта 1965 года, Мафальда (персонаж в возрасте пяти лет) начала появляться ежедневно в буэнос-айресской Mundo, что позволило автору показывать текущие события более подробно. Персонажи Фелипе, Манолито, Сусанита и Мигелито были созданы в ближайшие недели. Однако газету закрыли 22 декабря 1967 года, и серия комиксов прервалась.
Публикации были возобновлены шесть месяцев спустя, 2 июня 1968 года, в еженедельнике Siete Días Ilustrados. Поскольку рисунки теперь должны были быть готовы за две недели до публикации, Кино не мог больше изображать в своих комиксах текущие события «на злобу дня» в прежнем объёме. После создания персонажа Гилле, младшего брата Мафальды, и её новой подруги Либертад комикс окончательно перестал выходить 25 июня 1973 года.
После 1973 года Кино по-прежнему рисовал истории о Мафальде в течение непродолжительного времени, в основном для содействия Движению по защите прав человека. В 1976 году он воспроизвёл Мафальду для ЮНИСЕФ с целью иллюстраций к Конвенции о правах ребёнка.

## Комиксы, переводы и адаптации
Большинство комиксов 1969—1974 годов, которые не были слишком тесно связаны с текущими событиями (на момент их создания), были переизданы в виде десяти небольших книжек комиксов, названных просто «Мафальда» и пронумерованных от одного до десяти, с двумя полосами рисунков на каждой странице. Это не относится к первым из них, опубликованным в Primera Plana, но никогда не переиздававшимся до 1989 года.
Комиксы про Мафальду переведены на несколько европейских языков и даже на китайский, но на английский их переведено не так много, а русский перевод производился непрофессионалами. Тем не менее, в 2004 году издатель Кино в США начала публикацию коллекции комиксов о Мафальде на английском языке под названием «Мафальда и её друзья».
Кино всегда выступал против адаптации историй о Мафальде для кино или театра, однако несколько мультфильмов с участием Мафальды всё-таки были произведены. Первой стала серия из 260 90-секундных мультфильмов, созданных Даниэлем Малло, которые демонстрировались на аргентинском телевидении, начиная с 1972 года. Они были адаптированы в полнометражный мультфильм Карлосом Маркесом в 1979 году и выпущены в таком качестве в 1981 году, но мультфильм остался относительно неизвестным. В 1993 году кубинский режиссёр Хуан Падрон, близкий друг Кино, создал 104 короткометражных мультфильма о Мафальде по мотивам необработанных историй, опираясь на испанских продюсеров.
В настоящий момент Мафальда продолжает оставаться одним из символов Аргентины и, в частности, Буэнос-Айреса; в столичном районе Сан-Тельмо установлен небольшой памятник девочке и ее друзьям, продается огромное количество сувенирной продукции с их изображением.